# Korekcija boja
Korekcija boja je proces podešavanja i unapređenja filma, video snimka, ili fotografije. Proces se može postići elektronskim, fotohemijskim ili digitalnim putem. Fotohemijski proces se takodje može nazvati "color timing" i tipično se odrađuje u fotografskim laboratorijama. Moderna korekcija boja, da l' za bioskopske projekcije, video distribuciju ili štampu, se u većini slučajeva završava digitalno, i to u studiju za kolor korekciju.

## Telecine
Sa nastankom televizije, emiteri televizijskog programa su brzo razumeli ograničanja televizije, nakon čega su se okrenuli emitovanju dugometražnih filmova koje su presnimavali, odnosno skenirali filmsku traku pomoću telecine skenera. Tako je bilo pre 1956-e kad je Ampex predstavio prvi Quadruplex videotape snimač (VTR) VRX-1000. Televizijske emisije koje su išle uživo su takođe mogle biti snimljene na traku i emitovane naknadno sa mogućnosti ponovne reporodukcije u različitim vremenskim zonama dostavljujići video materijal krajnim korisnicima preko televizijskih ekrana. Srce ovog sistema je kinetoskop, uređaj koji je sposoban za snimanje televizijskog programa na traku.
Raniji "telecine" hardver je bio "filmski lanac" za emitovanje filmske trake koji je koristio filmski projektor povezan na video kameru. Kao što je objašnjeno od strane Jay Holben u American Cinematographer Magazine, ""Telecine" nije zaista postao koristan postprodukcioni alat dok nije pružio mogućnost manipulacije korekcije boja na samom video signalu"
Danas, "telecine" je sinonim za kolor korekciju u vidu alata. Tehnologije su napredovale i time obezbedile prostor kolor korekciji da bude sveprisutnija delatnost u video okruženju.

### Kako proces korekcije boja putem"telecine"-a radi
U katodnoj cevi (CRT monitori) , elektronski top projektuje snop na fosforni materijal, proizvodeći svetlu tačku veličine jednog piksela. Taj snop skenira jednu sličicu filma počivši od leve ivice i idući ka desnoj, time "hvata" vertikalnu infomaciju skenirane sličice. Horizontalno skeniranje slike je završeno onda kada film prođe preko CRT svetlosnog mlaza. Kada svetlosni mlaz prođe kroz skenirajuću sličicu, on se odbija od paraboličan filter("Dichroic filter") koji odvaja informacije slike u tri osnove, crvenu, zelenu, plavu komponentu. Odatle, svaki individualni snop se reflektuje od fotomultiplikator (PMT) gde se fotoni konvertuju u elektronski signal da bi se dalje zabeležili na traku.
U CCD senzoru skenera, bela svetlost prodire kroz osvetljenu filmsku sliku i prenosi se na prizmu, koja razdvaja sliku u tri osnovne boje, crvenu, zelenu, plavu. Svaki snop osnovnih komponenti se projektuje na drugi CCD senzor. Svaka od osnovnih komponenti ima svoj zaseban CCD senzor. Senzor konvertuje primljeno svetlo u elektronski signal, i telecine skener moduliše signal u video signal koji je optimizovan za dalju manipulaciju alatima korekcije boja.
Pređašnja korekcija boja na sistemima Rank Cintel MkIII CRT telecine bila je postignuta kroz menjanje primarnih voltaža na svakom od tri fotomultiplikatora, za posebno podešavanje izlaza za crvenu, zelenu, plavu. Naredna dostignuća su zaokrenula ceo proces korekcije boja od analognog ka digitalnom, i onda, sa sledećom generacijom skenera, dobili smo kompletnu digitalnu polaznu tačku u 4:2:2 kolor prostoru.
Sistemi za korekciju boja su počeli 1978-e sa Rank Cintel TOPSY (Telecine Operations Programming System). Kompanija Da Vinci Sistem je predstavila 1984-e godine, svoj prvi sistem za korekciju boja. Interfejs je baziran na računaru tako da je ostvarena mogućnost da se manipuliše primarnim komponentama video signala na Rank Cintel MkIII sistemima. Od tada je tehnologija napredovala tako da sada pruža posebnu moć digitalnim koloristima.
Neke od glavnih funkcija digitalne kolor korekcije:
- Reprodukuje tačno šta je snimljeno,
- Kompenzuje greške nastale tokom snimanja (npr. balans belog, promene osvetljenja tokom usnimljenog kadra),
- Optimizuje transfer za potrebe izrade specijalnih efekata,
- Postavlja željeni izgled kadra i pravi kontinuitet u slici,
- Pojačava i/ili menja atmosferu scene.

#### Primarna i sekudarna kolor korekcija
Primarna kolor korekcija utiče na celokupnu sliku koristeći kontrole preko intenziteta crvene, zelene, plave, srednjih tonova(gamma), nivoa crnih(shadows), nivoa belih(highlights). Sekundarna korekcija je bazirana na istom principu s'tim što se koristi za Chroma Keying radi segmentirane izolacije nijansi, zasićenja, intenziteta osvetljaja. Segmentiranu sliku možemo tretirati samo u tim specifičnim delovima tako da ostatak slike bude minimalno ili obično potputno netaknut. Koristeći digitalnu kolor korekciju, objekti i rasponi ciljanih boja u sceni mogu biti izolovani sa velikom preciznošću i tim putem budu podešeni u odnosu na ostatak slike. Nežne boje mogu biti fino podešene i kompletan vizuelni tretman može ići do ekstrema dok kod laboratorijskog procesa to nije bilo moguće.

#### Maske, alfa, prozori
Evolucija alata digitalne kolor korekcije je dosegla tačku gde koloristi imaju mogućnost korišćenja geometrijskih oblika (kao afle ili maske u softverima za fotografiju kao što je Adobe Photoshop) za podešavanje parametara video signala tačno u specifičnim delovima slike. Ovi alati mogu da izoluju zid u pozadini, bojiti samo taj zid, i ostavljajući ostatak slike netaknutim, ili bojiti sve ostalo osim tog zida.

#### Praćenje objekata pomoću prozora
Kada pokušavaju da izoluju boju na objektu koji se kreće, koloristi će tradicionalnom metodom trebati da ručno pomeraju maske da bi ispratili objekat. Najkraće rečeno, softver za praćenje automatizuje ovaj dugotrajan proces koristeći algoritme za procenu pokreta grupe piksela.

## Sistemi bazirani na hardveru protiv sistema baziranih na softveru
Sistemi bazirani na hardveru (da Vinci 2K, Pandora International MegaDEF, itd.) su kroz istoriju nudili bolje performance i manji spektar opcija/funkcija nego sistemi bazirani na softveru. Njivohe performanse su optimizovane da u realnom vremenu reprodukuju određenu rezoluciju i bitnu dubinu, dok na drugoj strani softverske platforme koriste standardni računar industrijski hardver koji često na uštrb brzine dobija nezavisnost u rezoluciji, npr. Apple's Color (prethodno Silicon Color Final Touch), ASSIMILATE SCRATCH, Adobe SpeedGrade i SGO Mistika Архивирано на веб-сајту  (3. септембар 2011).
Dok hardverski sistemi uvek nude performanse za reprodukciju video signala u realnom vremenu, neki sistemi bazirani na softveru moraju da generišu fajlove sa kojima je matični hardver u poziciji da manipuliše, zbog kompleksnosti urađene korekcije boja određenog kadra. Na drugoj strani, sistemi bazirani na softveru teže ka tome da nude više opcija kao sto su "spline-based" prozori/maske i napredno praćenje objekata.
Razlika između hardverskih i softverskih sistema je nejasna jer mnogi softverski sistemi za kolor korekciju npr.Pablo Архивирано на веб-сајту  (16. март 2015)
, Mistika, SCRATCH, Autodesk Lustre, Nucoda Film Master i Filmlight Baselight) koriste višeprocesorske radne stanice i grafičke procesorske jedinice("graphic processing unit"(GPU), eng.) sa podrškom CUDA platforme što rezultira značajno poboljšavanje softverskih sistema. Takođe, neki noviji softverski sistemi koriste klaster brojnih parelelnih GPU-a na jednom računarskom sistemu u cilju poboljšanja performansi za potrebe veoma visokih rezolucija potrebnih za korekciju boja u dugometražnom filmu, npr. Blackmagic Designs, DaVinci Resolve. Neki softveri za korekciju boja kao što je Synthetic Aperture's Color Finesse Архивирано на веб-сајту  (2. јун 2016) radi isključivo kao softver, čak će raditi na računarima slabih performansi.

### Hardver
Konzola za kolor korekciju je postavljena za potrebe kolorista u studiju za kolor korekciju, i ona predstavlja ključnu hardversku komponentu u ovakvom sistemu. Povezana je sa posvećenim računarom za manipulaciju visokih rezolucija gde je smešten softver za kolor korekciju.
Konzolu i računar prati referenti monitor koji reprodukuje izvorni materijal sa visokim stepenom informacija u slici, odnosno, reprodukuje najvišu rezoluciju i bitnu dubinu u odgovarajućem kolor prostoru, zavisno od toga gde će završna verzija media biti reprodukovana.

### Softver
- Baselight od FilmLight se koristi za HD, 2K, 4K i 3D kolor korekciju. Operacije kolor korekcije se vrše putem konzole Blackboard. Program podržava mnoge video formate, sekvence fotografija, kodeke. FilmLight sistemi podrazumeva klastere i cloud tehnologiju u Linux okruženju.
- Nucoda Film Master od Digital Vision snabdeva korisnike alatima za kolor korekciju, kao i alatima za restauraciju.
- Softver kao što je Synthetic Aperture's Color Finesse Архивирано на веб-сајту  (2. јун 2016) pokreće svoje alate kroz već postojeće programe u vidu dodataka Apple's Final Cut Pro, Adobe's After Effects and Premiere.
- Da Vinci Sistem od Blackmagic Design podržava sve komercijalne i ne-komercijalne operativne sisteme kao što su Mac OS X, Windows 7 Pro Linux OS uključujući klastere za paralelno uvezane GPU-ove za potrebe kolor korekcije u realnom vremenu. Podržane rezolucije su HD, 2K i 4K u 2D ili 3D.
- SpeedGrade od Adobe Systems realizovan kao deo Creative Suite 6 (CS6) i Creative Cloud (CC) koji je podržan na Win 7 i Mac OS operativnim sistemima.
- Magic Bullet Colorista II od Red Giant predstavlja dodatak softverima (Adobe After Effect, Premiere Pro itd.)
- The Grading Sweet je paket specijalizovanih dodataka za kolor korekciju za Apple's Final Cut Pro.
- Sony Vegas već poseduje određene filtere za korekciju, takođe nudi mogućnost za postavku eksternih dodataka.
- Apple Final Cut Studio 2 Contains Apple Color predstavlja posvećen softver za korekciju boja.
- Drugi softveri imaju ugrađene opcije za korekciju boja(kao npr. Edius ili Blender softver).
- Autodesk Lustre predstavlja vrhunsku soluciju za potrebe kolor korekcije. Podržava putem GPU veliku većinu svojih funkcija.
- YUVsoft Color Corrector Adobe After Effects dodatak za Stereo3D kolor korekciju.
- SGO Mistika je sistem za kolor korekciju i online uređivanje video materijala.
- Assimilate Scratch poseduje napredne alate za kolor korekciju i kompoziting. Koristi se za kreiranje digitalnih dnevnika i za potrebe finalizacije projekta. Radi na Windows i Mac operativnom sistemu.

## Galerija slika
- Da Vinci Joy ball kontrol panel
- Da Vinci 2k Displej
- Pogle konzola
- Pogle SGI monitor displej
- Pogle konzola i tastatura
- Pogle konzola sa kuglama
- Pogle control rack, CPU and Telecine interfejs
- Nucoda sa Precision Panelom i Dolby Referentni Monitor
- Bosch Fernseh Telecine Film Deck
- SDC-2000 Spirit DataCine Film Deck
- Rank Cintel Mark 3
- Cintel URSA Diamond

## Spoljašnje veze
- imaginefilm.ch Korekcija boja pre i prosle (Nemački sajt)
- "From One Light To Final Grade", i ostali članci finalcolor.com o tehnikama i opremi za korekciju boja
- Video demo of Autodesk Lustre at IBC 2006, using the example of grading "Tsotsi", the South African film from 2005.
- The Art and Craft of Color Grading, blog by Dado Valentic chief colorist at Mytherapy.
- Why Do You Need Color Correction, video by Terence Curren, senior colorist at Apha Dogs, Inc.